# Vojtěch Mastný
Vojtěch Mastný (18. března 1874 Praha-Nové Město – 25. ledna 1954 Praha) byl československý diplomat první Československé republiky a český právník.

## Život
Pocházel z poměrně zámožné pražské průmyslnické rodiny, která během 19. století vybudovala textilní továrnu v Lomnici nad Popelkou. Jeho otec Vojtěch Mastný starší se angažoval od roku 1868 při budování a správě první české obchodní banky – Živnostenské banky; byl jejím dlouholetým pokladníkem a na pamětní desce ve vestibulu banky je k roku 1900 uveden jako ředitel Živnobanky. Z manželství s Paulou Steiner-Schmidtovou z Kamenice nad Lipou měl čtyři syny, z nichž Vojtěch byl nejstarší ze tří přeživších. Životní dráha Vojtěcha mladšího však podnikatelská spíše není.
V letech 1892–1898 studoval filozofii a práva na Karlo-Ferdinandově univerzitě v Praze, z nich k doktorátu roku 1898 dovedl jen studium práv. Od 23. června 1898 do 7. července 1899 dostal povolení k zahraniční cestě a prohluboval si znalosti hostováním na renomovaných francouzských školách Sorbonna a École des Chartes. Dne 27. června 1899 se v kostele sv. Jindřicha v Praze oženil se Zdenkou Kodlovou z Bohušovic nad Ohří a v roce 1900 spolu cestovali po Evropě. Po soudní a bankovní praxi vstoupil do služeb Zemského výboru království Českého.
Po vzniku Československé republiky dal veškeré své schopnosti do služeb československé diplomacie a sloužil jí až do jejího pádu. Během druhé světové války působil v dozorčí radě Živnobanky. Po 2. světové válce byl krátce vězněn, avšak zproštěn obvinění. Po komunistickém převratu byl hospodářsky decimován a v polovině 50. let zemřel. Byl pohřben do rodinné hrobky s reliéfem Františka Rouse je na Olšanských hřbitovech.

## Diplomatická služba za první republiky
Po vzniku Československa napomáhal vytvoření českého diplomatického sboru organizováním diplomatických a konsulárních kurzů. Dva roky přednášel na Univerzitě Karlově mezinárodní a diplomatické právo.
Byl členem komise ministerstva zahraničí a komise znalců pro výklad mírových smluv, místopředsedou Asociace pro mezinárodní právo (anglicky International Law Association) a předsedou její československé sekce. Od roku 1924 byl stálým členem komise pro kodifikaci mezinárodního práva při Společnosti národů, účastnil se mezinárodních kongresů.

### Vyslanecké posty
Vzhledem ke svému vzdělání, hmotnému zázemí i diplomatické erudici může být považován po Janu Masarykovi a Edvardu Benešovi za jednoho z nejvýznamnějších diplomatů éry první Československé republiky vůbec. Jako bytostný konzervativec se neangažoval v politických stranách, považoval za potřebné sloužit vlasti a plnit úkoly zadané vládou bez ohledu na vnitropolitické třenice. Postupně působil jako vyslanec v klíčových evropských zemích:
- vyslanec v Londýně (1920–1925),
- vyslanec v Římě (1925–1932),
- vyslanec v Berlíně (1932–1939).

V roce 1926 udělil Řád Bílého lva I. třídy italskému vůdci Mussolinimu.

### Mnichovská dohoda
Nejvýznamnější diplomatická událost jej zastihla v době Mnichovské krize. Přímo na mnichovské jednání nebyli čeští zástupci (kromě Mastného též šéf kabinetu ministra zahraničí Hubert Masařík) vůbec připuštěni, trávili však čas v blízkém hotelu. Zde mu výsledný text byl předán, aby o něm informoval pražskou vládu s tím, že: „Nepřijmete-li, budete si muset uspořádat své záležitosti s Německem sami…“ Marně namítal: „Ale jaká je to volba – mezi vraždou a sebevraždou!“ Mnichovská dohoda znamená krach první republiky, zmar veškerých prostředků i jeho úsilí, které československému státu vydal. Po odeslání depeše několik dnů vůbec nemluví, a to ani v rodině. Odchází do diplomatické výslužby.

## Za okupace
I vzhledem ke svému věku se rozhodl zůstat ve vlasti a mírnit škody. Byl jedním z těch, kteří přemlouvali Emila Háchu k tomu, aby se ujal prezidentského úřadu, neboť funkci by mohly přijmout osoby záměrně kolaborující. Během 2. světové války zasedal v dozorčí radě Živnobanky a snažil se, aby prostředky této tehdy nejvýznamnější české banky byly stále investovány zejména do českých podniků, a nikoliv na německé zbrojní účely, což by bylo rizikem pro české vkladatele i podporou války. I díky jemu prošla Živnobanka válkou nevydrancována. Zároveň si byl vědom ožehavosti jakékoliv funkce za Němců – vyplácené odměny za výkon činnost ukládal na vkladní knížku vedenou ve prospěch jeho rodné obce, Horního Slivna. Odmítl výhodnou nabídku nacistů na koupi zarizované vily v Bubenči po židovských majitelích, s nimiž před válkou uzavřel pouze nájem. Ještě z Německa se osobně znal s von Neurathem a zasahoval u něj ve prospěch různých českých občanů stíhaných Němci. Zúčastnil se úvodní schůze Ligy proti bolševismu, protože byl antikomunistou, ale jakmile rozpoznal, že se jedná hlavně o německou agitační organizaci, odešel a dalších jejích aktivit se již nezúčastnil.

## Po roce 1945
Po osvobození byl zejména pro své objevení se v Lize krátce uvězněn. Obvinění z kolaborace se však neprokázala. Po únoru 1948 se stal politicky nepřijatelnou osobou, pouze pro svůj věk již nestíhanou. Režim mu znepříjemňoval poslední léta jeho života aspoň ekonomicky. Stát, v jehož prospěch vydal většinu svého majetku, mu vyměřil penzi ve výši cca 200 Kčs, takže si ve svých téměř osmdesáti letech musel vydělávat na stravu poskytováním lekcí z jazyků.

## Vzpomínky diplomata
Z doby svého působení si vedl systematické kartotékové zápisky. Ve stísněných podmínkách 50. let z nich sepisoval své memoáry, které se zejména soustřeďovaly na krizovou dobu okolí Mnichova. Před svou smrtí předal rukopis svému příbuznému Hugo Mastnému. U něho byl po zatčení a při domovní prohlídce v roce 1959 tento rukopis nalezen a zabaven státní bezpečností. Na dalších 30 let pak tyto memoáry zmizely v komunistických archivech, kde byly veřejnosti naprosto nepřístupné. Teprve po revoluci byly vydány tiskem pod názvem Vzpomínky diplomata. Zde je však uvedeno, že se Mastný nenarodil v Manětíně, ale v Praze.
Spolu s Benešovou knihou Paměti, Od Mnichova k nové válce a k novému vítězství a knihou Huberta Masaříka V proměnách Evropy, Paměti československého diplomata se jedná o hlavní české informační zdroje vývoje diplomatických okolností doby předcházejících Mnichovu, včetně nástupu Hitlera k moci. Celkově jeho memoáry pokrývají dobu 1930-1945.